# Daenerys Targaryen

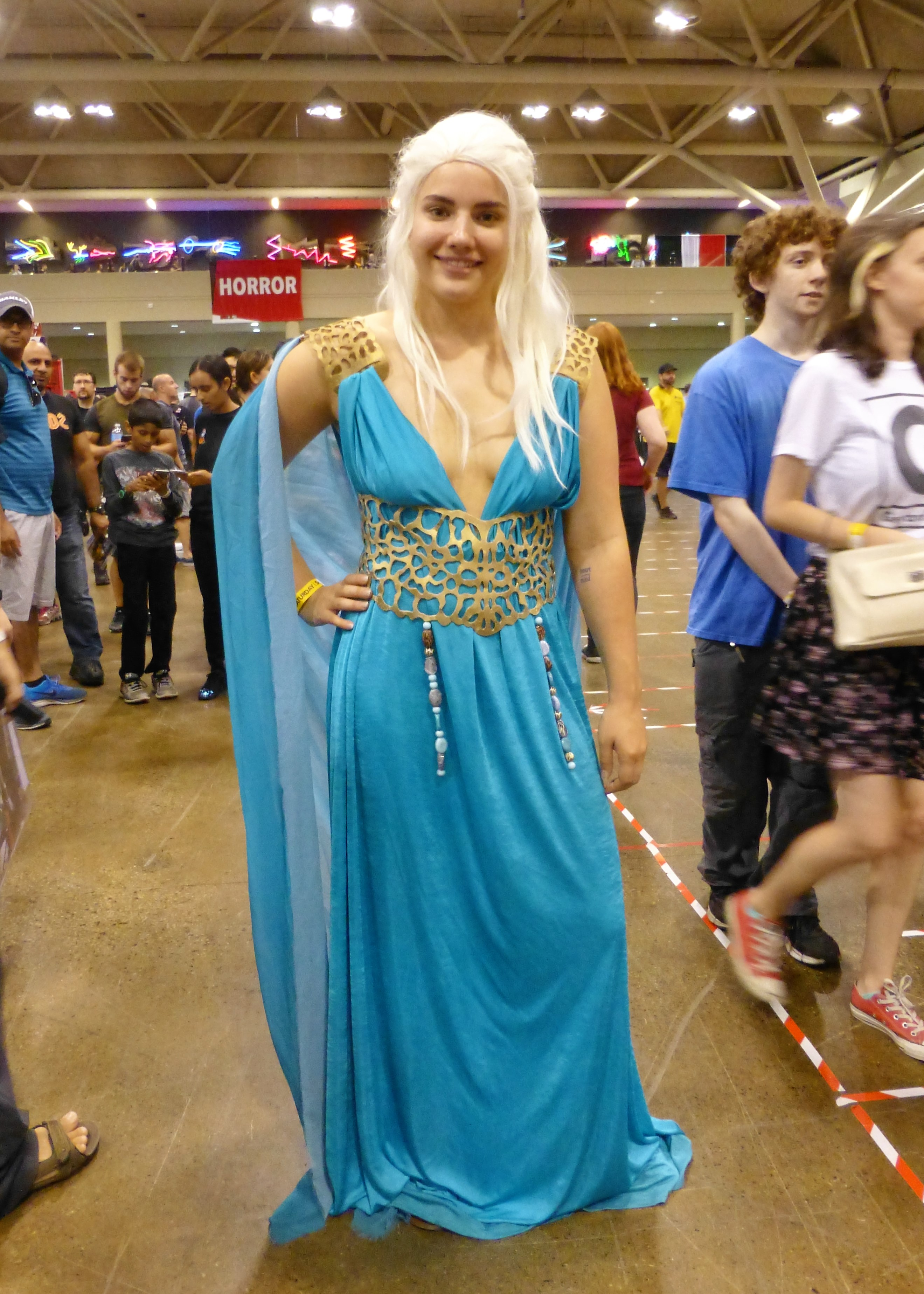
En cosplayer klädd som Daenerys Targaryen.

Daenerys Targaryen är en karaktär i bokserien Sagan om is och eld av George R.R. Martin och TV-serien Game of Thrones, som baseras på böckerna. Hon spelas av Emilia Clarke och är en ung kvinna, i boken runt 13 år, i TV-serien runt 16 år vid seriens början.
Daenerys introducerades år 1996 i Kampen om järntronen och är en av de sista överlevande medlemmarna (tillsammans med sin äldre bror, Viserys) från Huset Targaryen, som fram till fjorton år innan händelserna i den första romanen hade styrt Västeros från järntronen i nästan trehundra år innan de drevs bort. Hon dök sedan upp i Kungarnas krig (1998) och Svärdets makt (2000). Daenerys var en av få framstående karaktärer som inte ingick i Kråkornas fest (2005), men återvände i nästa roman Drakarnas dans (2011).
I berättelsen är Daenerys en flicka i sina tidiga tonår som bor i Essos. Eftersom hon inte känner till något annat liv än exil, är hon beroende av sin äldre bror Viserys. Hon tvingas gifta sig med Dothraki-ryttaren Khal Drogo i utbyte mot en armé för Viserys, som vill återvända till Västeros och återta järntronen. Hennes bror förlorar förmågan att kontrollera henne när Daenerys försöker anpassa sig till livet med khalasaren. Hennes karaktär framstår som stark, säker och modig. Hon blir arvtagare till Targaryen-dynastin efter att hennes brors mördats och planerar att återta järntronen själv, och ser det som sin födelserätt. En gravid Daenerys förlorar sin make och sitt barn, men hjälper snart till att kläcka tre drakar ur deras ägg. Drakarna betraktar henne som sin mor och vilket ger henne en taktisk fördel och prestige. Med tiden kämpar hon för att behålla kontrollen över sina drakar. Hon förvärvar också en armé som hon erövrar städerna Yunkai, Astapor och Meereen med, fast besluten att avsluta slaveri och orättvisa där. Trots sin starka moraliska kompass kan hon hänsynslöst hantera sina fiender, särskilt slavmästarna. Hon etablerar sig som en mäktig och obarmhärtig härskare.
Väl mottagen av både kritiker och fans har Clarkes framställning av Daenerys i HBO-serien fått nomineringen av Primetime Emmy Award för bästa kvinnliga huvudroll i en dramaserie år 2019. Hon har också fått många andra nomineringar och utmärkelser för sin framställning.

## Karaktärsbeskrivning
Hon fungerar som berättare för 31 kapitel från Kampen om järntronen, Kungarnas krig, Svärdets makt och Drakarnas dans. Detta gör henne till den fjärde mest framträdande berättande rösten i serien bakom Tyrion Lannister, Jon Snow och Arya Stark.

### Bakgrund
I början av Kampen om järntronen har Daenerys och hennes bror varit gäster hos Illyrio Mopatis i Pentos i ett halvt år. Game of Thrones-skaparna D.B. Weiss och David Benioff beskrev Daenerys som en kombination av Jeanne d'Arc, Lawrence av Arabien och Napoleon.

### Utseende och personlighet
Daenerys beskrivs oftast som ovanligt vacker, med långt, blekt silvergult hår och ögon som ametister. Hon är smal och blek, men längre än några av sina kvinnliga förfäder. Berättelser om Daenerys skönhet är många, och hon möter otaliga friare som söker hennes hand i äktenskap, ibland för att få kontroll över hennes tre drakar.
Daenerys växte upp i ständig rädsla för att bli upptäckt och dödad av agenter från troninkräktaren Robert Baratheon, och misshandlades ofta av sin äldre bror Viserys, vilket ledde till att hon utvecklade en rädd, undergiven och skygg natur. Men under berättelsen kommer Daenerys att hitta sin inre styrka och mod och framträder som en naturlig ledare som är älskad av sitt folk. Hon beskrivs ofta som hederlig och godhjärtad, om än något naiv, även om hon kan vara hård och hämndlysten mot dem som försöker skada henne eller hennes följare.

## TV-anpassning
Martin sade att karaktären åldrades i TV-serien på grund av regler för barnpornografi. Tamzin Merchant spelade Daenerys i den ursprungliga piloten, men det första avsnittet togs om på nytt med Emilia Clarke i rollen. D.B. Weiss och David Benioff sa: "Emilia var den enda personen vi såg — och vi såg hundratals — som kunde bära hela räckvidden som Daenerys krävde". Clarke, i återspegling av karaktärens utveckling i TV-serien, uttalade: "Under hela säsongen har hon haft en galen förändring från någon som knappt ens pratade och blygt gjorde allt som hennes bror sa till en drakarnas moder och en drottning av arméer och en mördare av slavmästare. Hon är en väldigt Jeanne d'Arc-liknande karaktär." Clarke sa att hon accepterar att skådespela naken om "en naken scen för framåt en berättelse eller tas på ett sätt som ger insikt i karaktärer". Hon tillade att "ibland krävs grafiska scener och är vettiga för karaktärerna/berättelsen, som de gör i Västeros" och att hon kan diskutera med en regissör hur man gör en omotiverad naken scen mer subtil.

## Mottagande

### Allmän
Daenerys är en av de mest populära karaktärerna i bokserien, tillsammans med Tyrion Lannister och Jon Snow. The New York Times kallade Daenerys en av Martins "finaste skapelser". Rolling Stone rankade henne som nr 1 på en lista över "Topp 40 Game of Thrones-karaktärer" och kallade hennes berättelse för en "oavbruten konfrontation med komplexa idéer om sex, krig, kön, ras, politik och moral". Matthew Gilbert från The Boston Globe kallade hennes scener "fascinerande". Webbplatsen Mashable såg henne som en av de fem mest populära karaktärerna i serien.
Kate Arthur på webbplatsen BuzzFeed kritiserade karaktärens handling i TV-seriens andra säsong och uppgav att hon var för "svag-sken". Arthur berömde dock karaktärens "syfte i kombination med mänsklighet och till och med lite humor" under den tredje säsongen, menade att Clarke "äter skärmen levande som ett resultat". När Nate Hopper från Esquire talade om TV-serien, hävdade Hopper att karaktären inte mötte tillräckligt med konflikt, och karakteriserade hennes erövring av städer som "skuren och torkad" och "Hon måste frigöras från sin egen enkla, bekväma, vardagliga seger."
Daenerys segrar över hänsynslösa manliga karaktärer förvandlade henne till en symbol för feminism. "Khaleesi", en av hennes många alias, blev "en stark, bemyndigad kvinna", hennes ansikte användes för politiska protesttecken, och många fans uppkallade sina döttrar efter henne. Gaby Del Valle av Vox sa att så många människor ser sig själva i Daenerys eftersom hennes berättelse undergräver hjältens resa. "Daenerys var seriens tydliga underläge," sade Del Valle och tillade att medan de andra kvinnorna i serien började som ganska endimensionella, "Daenerys var dynamisk och hennes kamp var övertygande." Del Valle citerade en uppsats av Rikke Schubart, filmforskare och professor från Syddansk Universitet. Del Valle uppgav att Schubart förklarade att Daenerys "inleder en arketypisk hjältes resa med en twist" för "istället för att lära sig att ödmjuka sig själv, som hjältar vanligtvis gör, måste Dany lära sig att hävda sig i ett universum som domineras av män." Som ett resultat "kombinerar hon känslor och element som är förment könsspecifikt man och kvinna (manlig stolthet, en manlig drakdödare, en jungfru i nöd).

### Skurkberättelse
Beslutet att förvandla Daenerys från en hjälte till en skurk, en väg som länge varit en fanteori, var kontroversiellt. Alex Abad-Santos från Vox uttalade: "Implikationen att Daenerys Targaryen blir galen är det största bedrägeriet Game of Thrones har någonsin gjort." Han hävdade att det är "i huvudsak ett lockpris" eftersom publiken under sju säsonger har sett Daenerys som en god och moralisk person som är fast besluten att avskaffa slaveri och skapa ett mer rättvist samhälle och att serien plötsligt karakteriserade henne som ovillig att lyssna på sina rådgivare kontrasterar de olika tiderna hon sökte och följde deras råd, inklusive när hon bestämde sig för att flyga till King's Landing för att bränna ner Red Keep och när hon valde att ”försvara Norden mot den döda armén." Eliana Dockterman från Time upprepade dessa känslor, eftersom Daenerys och Jon "visade sig vara de mest populära hjältarna att jubla för — inte bara för att de lurade döden utan för att de tillbringade tid med sådana som inte var som de själva, och lärde sig att förstå dem," att förvandla Daenerys till skurken i de sista avsnitten känns som "en ouppnådd vändning i historien".
De flesta kritiker fann att den vändningen, som realiserades efter att Daenerys onödigt mördade tusentals oskyldiga genom att bränna ner King's Landing, forcerat och därför ouppnådd. Mike Hogan från Vanity Fair kallade Daenerys sin favoritkaraktär och berättelsen känslomässigt uttröttande, han sa att även om serien hade varit tydlig att Daenerys har ett temperament, "Vi har sett henne balansera våldet med barmhärtighet, vänlighet och framför allt skarpsinnighet. Vi har ägnat många år av att se henne växa från en hjälplös flicka till en rutinerad ledare som har gått igenom mycket." Dockterman från Time tillade att "ja, Daenerys har använt eld och hennes drakar för att anta hämnd och straff tidigare, men fram till säsong 7 var alla hon brände antingen onda eller en fiende" och "det finns ett ytterligare lager av dold sexism som också kan analyseras här: Cersei och Daenerys är två makt hungriga kvinnor, bokstavligen onda drottningar i sagans språkbruk" medan "män som Theon och Jaime har blivit försonade; Jon Snow ser ut att vara det uppenbara valet för en osjälvisk kung."